# Giovanna Piacenza

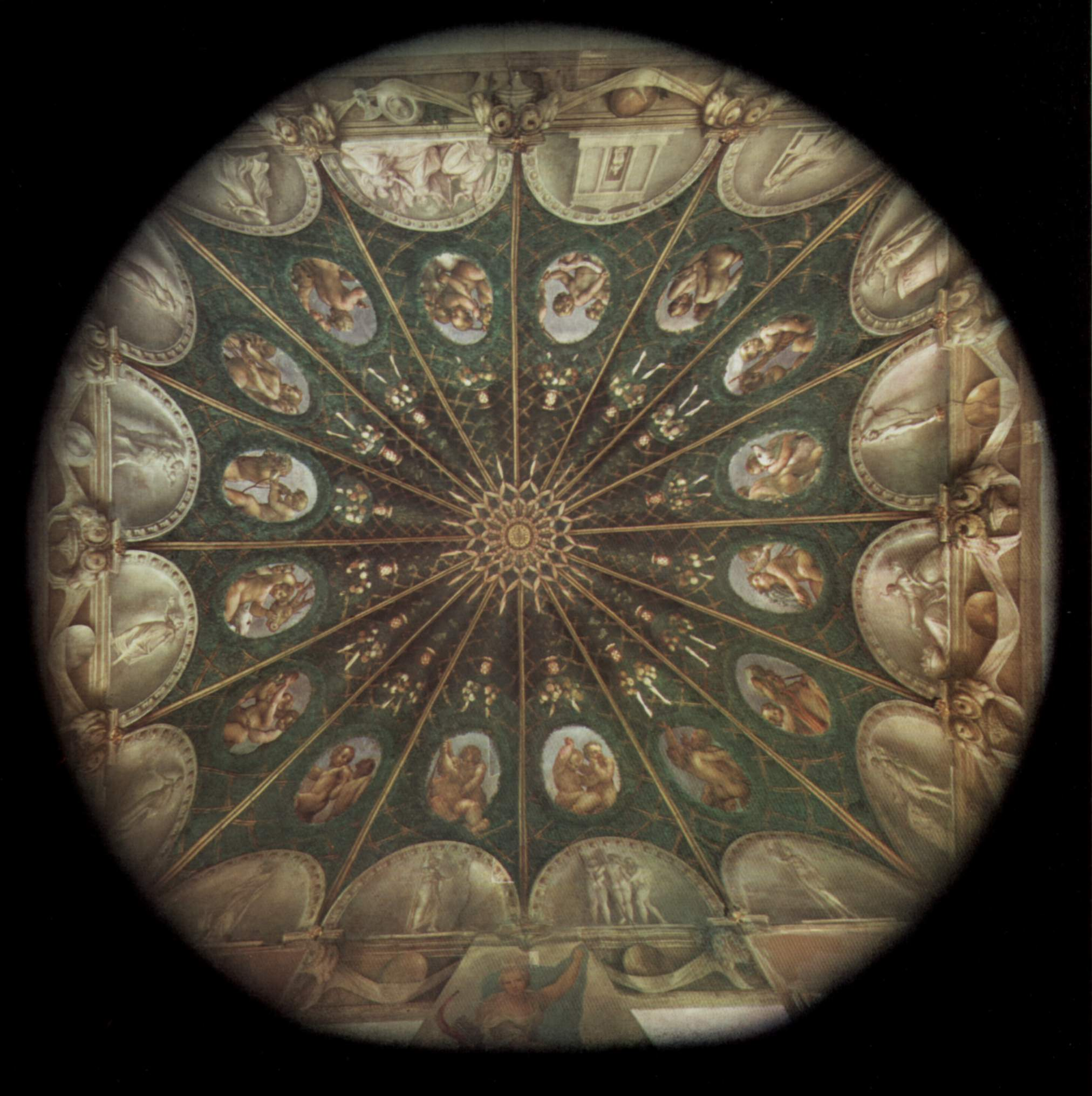
Parma, Camera della Badessa, affreschi della volta.

Giovanna Piacenza, talvolta indicata come Giovanna "da Piacenza" (Parma, 1479 – Parma, 19 settembre 1524), è stata una badessa italiana.

## Biografia
Figlia degli aristocratici locali Marco e Agnese Bergonzi, entrò molto giovane, nel 1498, nel monastero benedettino di San Paolo a Parma, di cui divenne badessa nel 1507, a ventott'anni, ultima badessa perpetua del monastero benedettino parmense.
Donna di vasta cultura, seguendo le usanze delle grandi dame del Rinascimento, aprì il suo appartamento ad artisti e letterati, rendendo meno stringente la clausura, come avevano fatto le sue immediate predecessore, sue strette parenti, donna Cecilia e donna Orsina. 

Curò molto il decoro del monastero e la sua solidità economica: nel primo decennio del suo superiorato si dedicò essenzialmente sia alla sistemazione delle rendite e alla difesa di usi e costumi, sia ai rifacimenti architettonici e gli abbellimenti nel monastero. 
Cecilia Bergonzi chiamò  Alessandro Araldi (1460 ca -1528), uno dei migliori pittori operanti a Parma in quel tempo, ad affrescarne una camera con motivi a grottesche, fitta di richiami alla virtù con storie tratte dalla letteratura latina e dai testi biblici e nel 1505 il coro delle monache, attività che proseguì con Giovanna da Piacenza. Quest'ultima nel 1518 chiamò un pittore di spicco, il Correggio, per affrescarne un'altra: la celebre Camera di San Paolo, o Camera della Badessa, capolavoro assoluto del Rinascimento maturo per bellezza e innovazione.
Tenne corrispondenza con la poetessa Veronica Gambara e con la famiglia Fontanelli di Reggio. Si interessò inoltre alla renovatio benedettina sostenuta da Gregorio Cortese.